# Konföderation von Warschau
Die Konföderation von Warschau (auch Warschauer Religionsfriede genannt, lat. pax dissidentium) war ein politischer Rechtsakt vom 28. Januar 1573 zur Bildung einer Generalkonföderation während der Tagung des Konvokationssejms, der die Wahl eines neuen polnischen Königs vorbereitete. Die Konföderation verfolgte auch das Ziel eines konfessionellen Toleranzedikts, bei gleichzeitiger politischer Gleichstellung der Dissidenten mit den Katholiken.
Die Konföderation von Warschau stellte eine bedeutende Entwicklung in der polnischen Geschichte dar und wird als der Beginn der durch das Staatsrecht gesicherten Religionsfreiheit in Polen-Litauen betrachtet. In der Folge konnte die Konföderation nicht alle religiösen Konflikte und Spannungen im Staat verhindern, doch garantierte sie den konfessionellen Randgruppen, den sogenannten Dissidenten, die nicht der dominierenden katholischen Staatsreligion folgten, religiöse Toleranz, Bürgerrecht und politische Gleichstellung. Sie sicherte gleichzeitig den inneren Frieden und Stabilität in der I. Rzeczpospolita, besonders in einer Zeit der großen Glaubensumbrüche im Europa des 16. und 17. Jahrhunderts, die z. B. in blutigen Hugenottenkriegen und im verheerenden Dreißigjährigen Krieg gipfelten.
Im Warschauer Religionsfriedensvertrag von 1573, wie die rechtlichen und konfessionellen Vorgänge, Regelungen und Einigungen zur Zeit der Konföderation von Warschau auch bezeichnet werden, wurden den Protestanten, „Griechen“ und Armeniern durch die Republik und den König alle Rechte der Katholiken zugestanden. Die Generalkonföderation von 1573 gilt in der europäischen Historiographie als ein „Meilenstein der Glaubensfreiheit“, bezog sich aber zunächst auf die im europäischen Vergleich breitere adelige Schicht und das Bürgertum in Polen-Litauen; der Bauernstand war von ihr ausgeschlossen.

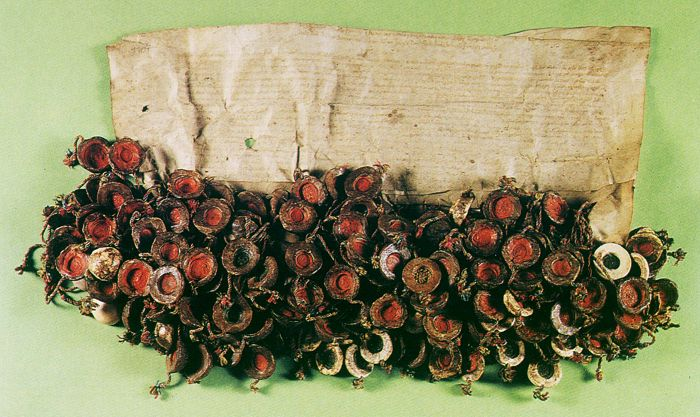
Der Rechtsakt der Warschauer Konföderation, der die Religionsfreiheit in der Republik Polen-Litauen gesetzlich garantierte.

## Geschichte

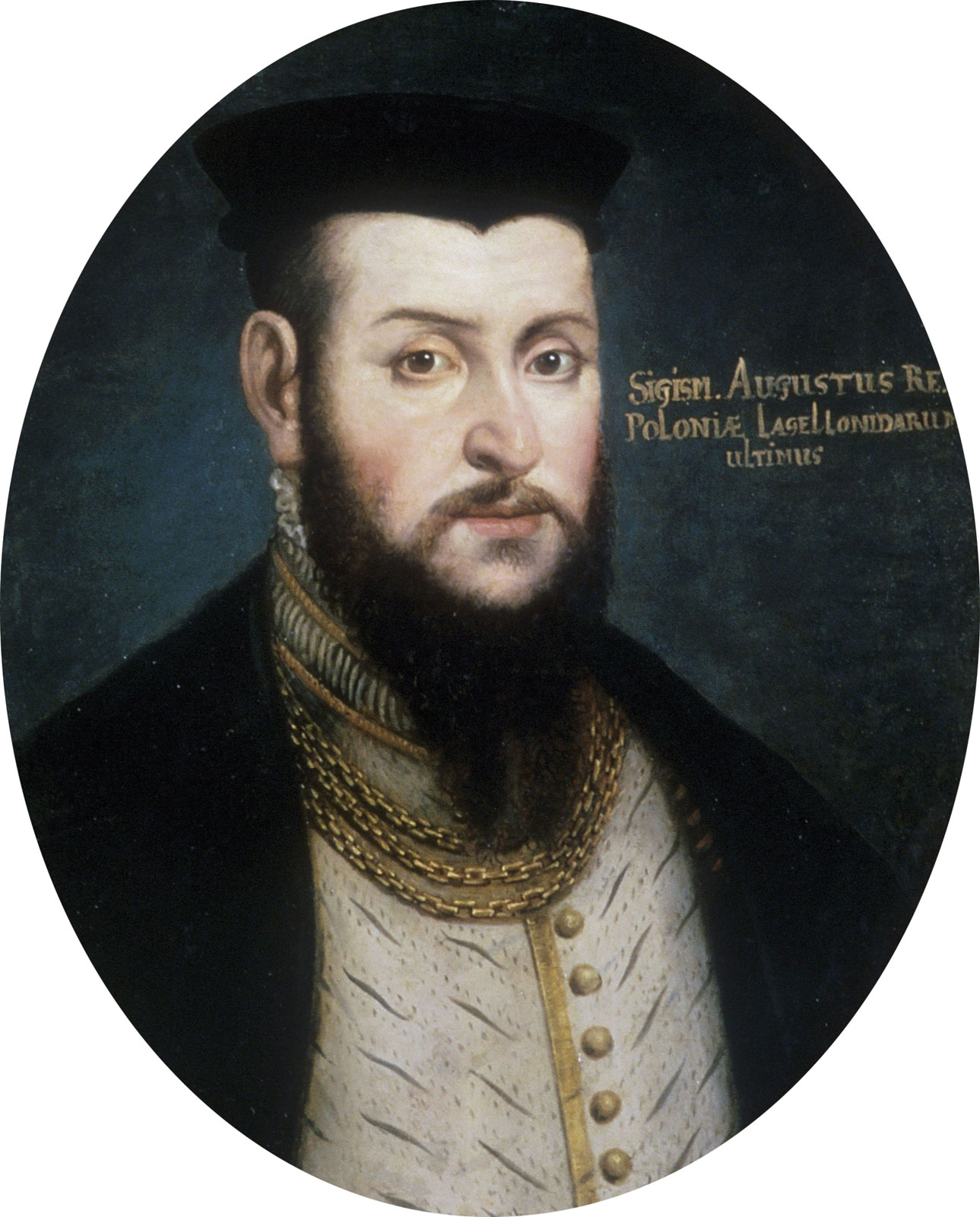
Sigismund II. August, König von Polen und Großfürst von Litauen und ab 1569 erster Herrscher der I. Republik. Während seiner Herrschaft von 1548 bis 1572 war Religionsfreiheit ein königlicher Wille.

### Geschichtlicher Hintergrund
Die religiöse Toleranz hat in Polen eine lange Tradition. Die ersten Juden, die im Zuge der Judenverfolgungen zur Zeit des Ersten Kreuzzugs (1096) und des Schwarzen Todes (1348) in großer Zahl nach Polen auswanderten, waren Aschkenasim. Neben den Aschkenasim gab es in Polen auch die jüdischen Karäer. Im Statut von Kalisch, 1264, des polnischen Herzogs Bolesław des Frommen von Großpolen (1221–1279) wurden die polnischen Juden unter den Schutz des Staates gestellt und mit staatlich garantierten Rechten und Privilegien ausgestattet. Unter König Kasimir „dem Großen“ wurde das Statut von Kalisch mehrere Male (1334 im Statut von Wiślica, 1364 und 1367) bestätigt und dessen Gültigkeit auf das ganze Königreich Polen ausgedehnt. Gleiches galt seit der Inbesitznahme des Fürstentums Halytsch-Wolodymyr durch die polnische Krone ab 1341 auch für die orthodoxen Ruthenen und ab 1356 für die Armenier. Damit hatte Polen weltweit das erste Schutzgesetz für Juden erlassen. Im 16. Jahrhundert war Polen „das“ Zentrum der jüdischen Welt überhaupt. Die polnischen Machthaber gewährten den Juden eine einzigartige Selbstverwaltung bis hinauf zum 1581 erstmals zusammengetretenen ersten „Judenreichstag“, dem so genannten Vierländerparlament oder Wa’ad Arba’ Aratzot (vgl. auch Judentum in Polen).

„Die Bedingungen jüdischen Lebens in Polen und Litauen waren vorteilhafter als in Westeuropa. Vor Gericht wurden den Juden faire Rechtsmittel eingeräumt, Synagogen und Friedhöfe waren vor Vandalismus geschützt. Die Verbreitung der Ritualmordlüge war unter Strafe gestellt. 1534 betonte König Sigismund I. ‚der Alte‘ gegen den Willen des Sejms, dass die Juden in seinem Reiche keine besonderen Abzeichen an ihrer Kleidung tragen mussten. Der Krakauer Rabbiner Moses Isserles schrieb: »In diesem Land gibt es keinen solch heftigen Hass gegen uns wie in Deutschland. Möge es bis zur Ankunft des Messias dabei bleiben!« Ein päpstlicher Legat meldete 1565: »In Polen trifft man große Masse von Juden, die nicht so verachtet sind, wie dies anderswo der Fall ist. Sie leben in keinem Zustand der Erniedrigung und sie sind nicht auf verächtliche Berufe beschränkt. Sie besitzen Land, treiben Handel und studieren Medizin und Astronomie. Sie tragen auch keine Unterscheidungszeichen und man gestattet ihnen sogar das Tragen von Waffen. Kurz, sie verfügen über alle Bürgerrechte.«“

Neben Juden, orthodoxen Ruthenen und Armeniern gibt es in Polen seit dem Spätmittelalter auch Vertreter des Islams, die so genannten Lipka-Tataren, denen man für ihre Militärdienste kulturelle Autonomie und Religionsfreiheit zusicherte (vgl. Islam in Polen).
Das Verhältnis der Konfessionen zueinander war das beherrschende Thema während der Herrschaft (1548–1572) des polnischen Königs Sigismund II. August, der kaum gegen die Reformation in seinem Dominium vorging. Die große Zeit der Ausbreitung protestantischer Ideen in Polen fällt in die Zeit der liberalen Religionspolitik des letzten Jagiellonen, der dem Bürgertum und dem Adel in seinen Bezirken die religiöse Option freistellte und ihnen gegenüber auch zu sagen pflegte:

„Ich bin nicht der König Eures Gewissens!“

1572 besaßen die Protestanten unter den weltlichen Mitgliedern des Senats die absolute Mehrheit.

### Bildung der Konföderation 1573
Unter den Jagiellonen waren seit 1386 die beiden Staaten Königreich Polen und Großfürstentum Litauen in Personalunion miteinander verbunden gewesen. Diese Personalunion war mit der Union von Lublin 1569 zu einer gesamtstaatlichen Vereinigung, einer Realunion geworden. Nach dem Tod des letzten Jagiellonenkönigs Sigismund II. August im Jahr 1572 verhinderte der in Warschau versammelte Adel beider Staaten ein Auseinanderfallen des Doppelstaates und sicherte sich gleichzeitig die Macht im Staate, indem dieser alle Reichsbürger bedingungslos an Entscheidungen band, die durch einen „Rechtskörper“, zum Beispiel eine Konföderation, getroffen wurden. Bereits im Jahr 1570 gelang den Lutheranern, Calvinisten und Böhmischen Brüdern in Polen die gegenseitige Anerkennung. Sie vereinigten sich durch den Vertrag von Sandomir zu einem Interessenbund für „äußere und innere Zwecke“. Im Januar 1573 unterzeichneten die Verfasser den Konföderationsrechtsakt, in dem sich die Vertreter aller Konfessionen gegenseitige Unterstützung und Toleranz versprachen. Die Konföderationsartikel sanktionierten amtlich das frühere Gewohnheitsrecht und können als Anfang und Höhepunkt der polnischen religiösen Toleranz betrachtet werden.

„Damit wurde in Polen die rechtliche Grundlage für ein Ausmaß an Toleranz geschaffen, welches man im übrigen Europa vergeblich sucht und dem Land den ‚Ruhm‘ eines ‚Paradisus hereticorum‘ eintrug.“

Durch diese religiöse Toleranz sind dem polnisch-litauischen Großreich die großen Glaubenskriege, die West- und Mitteleuropa verheerten, erspart geblieben. Allerdings schlug der Protestantismus  auf dem Gebiet der I. Rzeczpospolita (mit Ausnahme Polnisch-Preußens und der Herzogtümer Preußen, Kurland und Livland) innerhalb des Bauernstandes keine tiefen Wurzeln.

### Die polnische religiöse Toleranz im 16. und 17. Jahrhundert

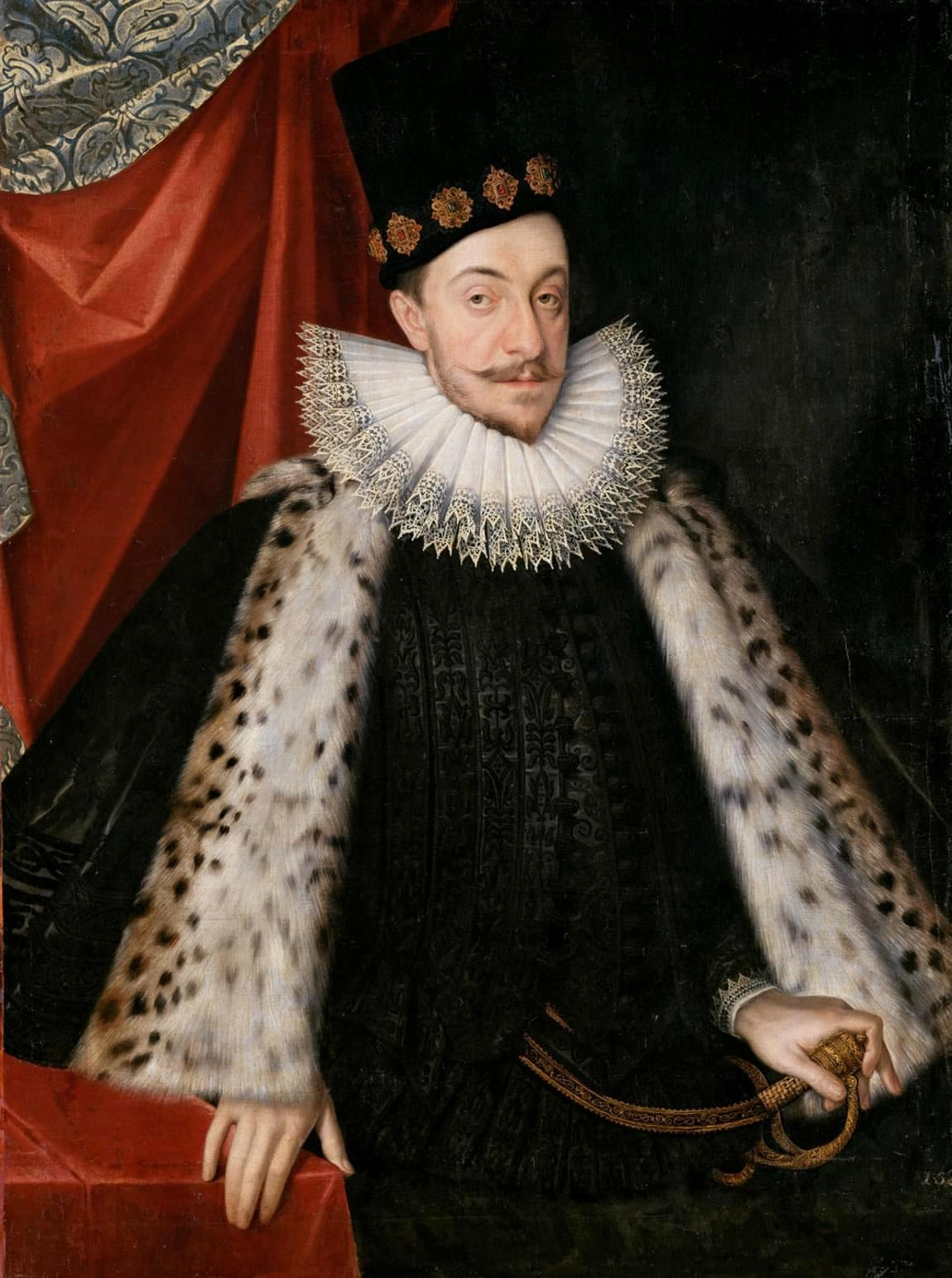
Besonders unter der Herrschaft Sigismund III. Wasas, König von Polen und Schweden, Großfürst von Litauen und Finnland, wurde in der I. Rzeczpospolita in den Jahren 1587 bis 1632 die jesuitische Gegenreformation gefördert und der Protestantismus innerhalb des Adelsstandes schleichend zurückgedrängt.

Die Konföderation schuf eine rechtliche Basis für ein neues politisches System (vgl. „Adelsdemokratie“) und sicherte die Einheit des Staates, der seit Generationen durch heterogene Bevölkerungsethnien bewohnt war (Polen, Ukrainer, Weißrussen, Balten, Esten, Slowaken, Moldauer, Juden, Deutsche, Armenier, Tataren), die auch den unterschiedlichsten Glaubensbekenntnissen anhingen (Katholizismus, Protestantismus, Orthodoxie, Judentum, Islam). Der Entschluss, ein Toleranzedikt zu beschließen, war wohl wesentlich durch die Vorgänge während der Bartholomäusnacht beeinflusst, die den mehrheitlich polnisch-, litauisch-, ruthenisch- und deutschstämmigen Adel der I. Rzeczpospolita dazu bewogen, Regelungen zu finden, um sicherzustellen, dass ein zukünftiger polnischer König außerstande sein sollte, derartige „verbrecherische“ Maßnahmen gegen religiöse Minderheiten auch in Polen zu ergreifen. Außerdem waren die verheerenden Folgen von Religionskriegen auch am Beispiel des benachbarten Heiligen Römischen Reichs (vgl. Schmalkaldischer Krieg) und dem Aufstand der Niederländer gegen die spanische Herrschaft deutlich geworden.
Eine besondere Rolle am Zustandekommen der Konföderationsartikel spielten die Adeligen Sienicki, Firlej und Zborowski. Ihre Bestrebungen stießen auf vehementen Widerstand durch viele Würdenträger der römisch-katholischen Kirche in Polen-Litauen; auch die breite Masse der katholischen Priesterschaft stellte sich gegen das Toleranzedikt. Krasiński war der einzige katholische Bischof, der die Artikel der Konföderation von Warschau unterschrieb (nach Starowolski tat er das angeblich unter der „Androhung des Schwertes“). Die folgenden Rechtsakte der I. Rzeczpospolita, die auch die Warschauer Konföderationsartikel von 1573 enthielten, wurden durch die hohen katholischen Würdenträger des polnisch-litauischen Staates mit der Bedingung excepto articulo confoederationis unterschrieben. Ein anderer Bischof, Goślicki, wurde aufgrund seiner Bestätigung der Reichstagsbeschlüsse von 1587 ohne das „excepto“ von seinem kirchlichen Dienstherrn exkommuniziert.
Die Artikel der Warschauer Konföderation wurden später in die „Heinrichschen Artikel“ integriert und hatten folglich, neben der Pacta Conventa, verfassungsrechtlichen Charakter.
Das friedliche Zusammenleben und die Koexistenz der unterschiedlichsten Konfessionen im Polen des 16. Jahrhunderts, eines Landes gelegen zwischen dem orthodoxen Großfürstentum Moskau im Osten, dem islamischen Osmanischen Reich im Süden, dem protestantischen Schweden im Norden und dem gemischt katholisch-evangelischen Heiligen Römischen Reich im Westen, zerrissen zwischen der Reformation und Gegenreformation, war einzigartig in Europa.

„Auf einem von Religionskriegen zerrissenen europäischen Kontinent konnte nur Polen das epochenmachende allgemeine Toleranzstatut hervorbringen, das von 1573 der Warschauer Konföderation beschlossen wurde. Vereinzelte Akte des religiösen Fanatismus konnten noch vorkommen, doch eine allgemeine Verfolgungskampagne war nicht möglich. Polen verdiente wahrlich seinen Namen als ‚das Land ohne Scheiterhaufen‘.“

Das letzte polnische Inquisitionsgericht stellte seine Tätigkeit bereits 1572 ein (vgl. Inquisitionsverfahren). Es war auch in den vorhergegangenen Jahren wenig aktiv. Das Land wurde, wie Kardinal Stanislaus Hosius es anprangernd bezeichnete, zu einem „Hort der Häresie“. Es war ein Hort, in dem die unterschiedlichsten Glaubensbekenntnisse Schutz und Aufnahme vor der Verfolgung in ihren katholisch dominierten und teils protestantischen Heimatländern suchten und fanden. Unter anderem siedelten sich verfolgte Täufer aus Deutschland (vgl. Wiedertäufermandat) und den Niederlanden – vor allem Mennoniten aus Friesland und umliegenden Gebieten – im Bereich der Weichselmündung in Polnisch-Preußen an.

### Spätere Entwicklung: Abnahme der Toleranz
Die anfangs geübte religiöse Toleranz nahm jedoch in späteren Zeiten deutlich ab. Könige wie Stefan Bathory (1576–1586), besonders aber Sigismund III. Wasa (1587–1632), betrieben mit Unterstützung der Jesuiten auf intellektueller Basis eine gegenreformatorische Rekatholisierungspolitik (vgl. Konfessionalisierung), wurden darin allerdings durch die große Macht des Adelsstandes gebremst. Die ersten Jesuiten kamen schon 1565 nach Polen, wo sie in Braunsberg im Fürstbistum Ermland ein katholisches Kollegium unter dem Supremat des Fürstbischofs Stanislaus Hosius gründeten. Die Mitte des 17. Jahrhunderts gilt allgemein als Wendepunkt in der Geschichte der polnischen Toleranz.

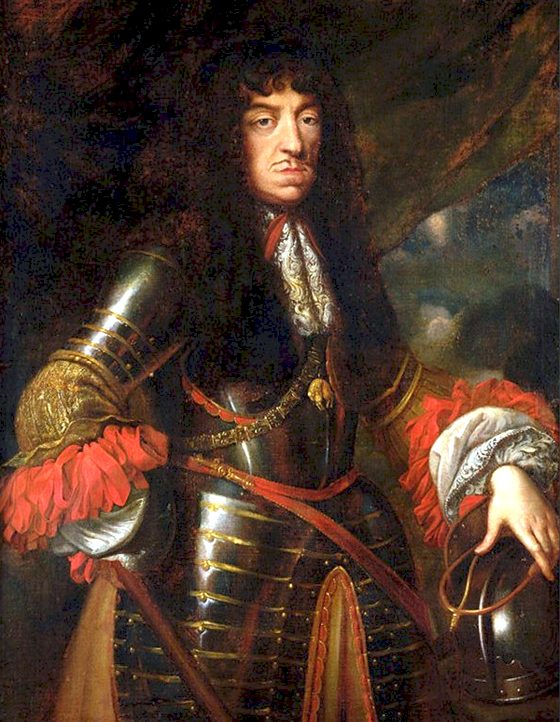
Johann II. Kasimir, vom Stamm der Wasa, König von Polen und Großfürst von Litauen, Titularkönig von Schweden und Finnland. Während seiner Herrschaft (1648–1668), die durch den großen Kosakenaufstand des Bogdan Chmielnicki (1648–1654) und Invasionen nicht-katholischer feindlich gesinnter Nachbarmächte (u. a. Krieg mit Russland (1654–1667), Schweden (1655–1660), Siebenbürgen und Brandenburg (1656–1657)) schwer erschüttert war, wurden die Antitrinitarier unter dem Einfluss der Jesuiten aus Polen und Litauen vertrieben.

Insgesamt verloren besonders die Antitrinitarier (vgl. Polnische Brüder und Sozinianismus), die in der Regel hochgebildete Menschen waren und einen Zweig der sogenannten „Radikalen Reformation“ repräsentierten, in Polen und Litauen mittelfristig an Boden. Da die Antitrinitarier im 17. Jahrhundert auf die „radikale Theologie“ ganz Europas einen tiefen Einfluss ausübten, galt deren Lehre den damaligen kirchlichen „Eliten“ der Katholiken und nicht-antitrinitarischen Protestanten konservativer Couleur ohnehin als „Häresie 1. Grades“. Bereits 1627 wurde das antitrinitarische Zentrum in Lublin geschlossen. Aufgrund einer Initiative des katholischen Krakauer Bischofs und Kanzlers der polnischen Krone, Jakub Zadzik, ging man 1638 gegen das geistige Zentrum des antitrinitarischen Lebens in der I. Rzeczpospolita, Raków, vor. Dort wurde die bedeutende antitrinitarische Akademie und Druckerei geschlossen. Ihre Studenten und Lehrkräfte wurden des Landes verwiesen. Anschließend kamen die antitrinitarischen Druckereien, Schulen und Gemeinden in Wolhynien an die Reihe. Im Thorner Religionsgespräch, 1645, versuchte König Władysław IV. Wasa vergeblich einen Ausgleich zwischen den unterschiedlichen protestantischen Konfessionen zu etablieren. 1652 wurden den Antitrinitariern auf dem Landtag zu Marienburg in Polnisch-Preußen alle Rechte, Ämter zu verwalten und Güter zu besitzen, genommen.
Derart durch die katholische Reaktion bedrängt, die 1648 in einem Manifest an den Warschauer Königshof verkündete, dass die Antitrinitarier aus dem Kreis der Dissidenten der Warschauer Konföderation auszuschließen seien, sahen die polnischen Antitrinitarier nun im schwedischen König und Lutheraner, Karl X. Gustav, der 1655 im Bündnis mit den beiden calvinistischen Feudalherren Georg II. Rákóczi, Fürst von Siebenbürgen, und Friedrich Wilhelm, Kurfürst von Brandenburg, mit seiner Armee blutig und verheerend in Polen einfiel und somit den Zweiten Nordischen Krieg (im kollektiven Gedächtnis der Polen bis heute auch als „Die Blutige Sintflut“ oder „Schwedische Sintflut“ bekannt) auslöste, einen Protektor ihrer Kirche und Interessen. Dieser gewährte den Antitrinitariern im schwedisch eroberten Krakau, das dem Militärkommandeur Paul Würtz unterstand, die volle Bekenntnisfreiheit. Die Kollaboration der „Polnischen Brüder“ bzw. „Arianer“, wie man die Antitrinitarier in Polen auch nannte, mit dem „grausamen herätischen Feinde“ sowie die militärische Niederlage der Schweden und ihrer Verbündeten brachen dem Antitriniarismus in Polen schließlich vollständig das Genick.

„...Öl in das Feuer goß auch noch das Vorgehen Rákóczis, der ausgerechnet Kirchen und Klöster eifrig plünderte. Die Tatsache, dass die Verbindungsmänner zwischen ihm und Würtz u. a. auch Sozinianer, nämlich die Pileckis, waren, daß ferner Samuel Grądzki und Ladislaus Lubienecki beim Einmarsch als Sekretäre fungierten, hat darüber hinaus noch ihren Glaubensgenossen unermeßlichen Schaden zugefügt.“

„Ein gewisser Teil der antisozinianischen Verdächtigungen und Vorwürfe deckte sich freilich schon mit der Wirklichkeit. Denn einige Polnische Brüder waren, wie schon festgestellt, in der Tat diplomatische Kuriere zwischen Schweden und Siebenbürgen. Ja, sogar noch mehr, sie haben auch mit dem schwedischen Heer und anderen Dissidenten an zwei Strafexpeditionen gegen Katholiken teilgenommen.“

In einer Reihe von Edikten und Restriktionen des polnischen Reichstags von 1658 unter dem Primat des Königs Johann II. Kasimir, vormals ein Jesuit und Kardinalpriester, wurde der Antitrinitarischen Kirche der Status einer rechtlich gleichberechtigten Kirchengemeinschaft in der I. Rzeczpospolita durch den Staat komplett entzogen. Ihre Mitglieder stellte man vor die Wahl, entweder zur katholischen bzw. reformierten Lehre zu konvertieren oder, falls sie dem Antitrinitarismus die Treue halten wollten, ihre Güter im Lauf der nächsten drei Jahre, also bis 1661, zu verkaufen und das Land zu verlassen bzw. infolgedessen illegal in den „Untergrund“ auszuweichen. Im Fall der Nichtbefolgung dieser Anordnung sah das Vertreibungsdekret die Todesstrafe vor. Ferner wurden den Antitrinitariern mit der Verkündigung des Gesetzes alle politischen Rechte sowie das der freien Religionsausübung abgesprochen. Die Jesuiten Mikołaj Cichowski und Severin Karwat, aber auch Bischof Andrzej Trzebicki, waren die treibenden Kräfte beim Zustandekommen des Vertreibungsdekrets.

„Vor Beginn der Sejmberatungen hielt der Hofprediger Severin Karwat eine Predigt, in der alle Dissidenten angegriffen wurden: Ihnen sei jedes Recht, Ämter zu bekleiden, abzusprechen. Er rief die katholischen Stände auf, sich nicht nur mit den Feinden der Krone, sondern auch mit den Feinden der Kirche auseinanderzusetzen. Dieser Angriff entlud sich dann schließlich über die am meisten gehaßten und auch schwächsten Glieder der Dissidenten – über die Sozinianer. Der religiöse Fanatismus, verstärkt durch den Kampf gegen die protestantischen Eindringlinge sowie die freundliche Einstellung der Polnischen Brüder den Schweden gegenüber, waren also Grund und Anlaß, um diesen schon lange bekämpften Gegner des Landes zu verweisen.“

Einige „Sozinianer“ traten in die katholische oder reformierte Kirche über, was zum Phänomen des „Kryptoarianismus“ führte. Andrzej Wiszowaty, ein bedeutender Vertreter der antitrinitarischen Kirche in Polen, unternahm noch einen letzten verzweifelten Versuch, die Kirche der Polnischen Brüder vor dem Untergang zu retten, vergebens. Da er eine Konversion zum katholischen bzw. reformierten Glauben aus Gründen der Gewissensfreiheit abgelehnt hatte, ging er, wie fast alle seiner Glaubensbrüder und -schwestern, ins Exil. Im Herbst 1660 verließen Polen vier Exulantengruppen, die Meisten begaben sich in das unitarische Siebenbürgen, Teile gingen nach Preußen und in die Niederlande. Versuche einer dauerhaften Ansiedlung der polnischen Antitrinitarier im Deutschen Reich scheiterten an der Opposition des konservativ-lutherischen Klerus.
Die vollständige Liquidierung der sozinianischen Bewegung in Polen und Litauen erfolgte erst in der nächsten Generation, also nach etwa 30 Jahren. Der langsame Verlauf der Liquidierung sowie ihre eigentümliche – für die damaligen Verhältnisse – sogar milde Form waren eng mit der polnischen Gesellschaftsordnung verbunden. Einer energischen Ausrottung des restlichen Antitrinitarismus standen mehrere Faktoren entgegen. Ein solcher Faktor war die Schwäche des staatlichen Apparates, der auf diesem Gebiet nicht imstande war, die auf dem  Reichstag beschlossenen Gesetze rigoros durchzusetzen, zumal die Kryptosozinianer meistens dem Adelsstand angehörten und man diesem gegenüber immer gewisse Rücksichten nehmen musste. Die von der Gegenreformation beherrschte adelige Gesellschaft war wohl für die Vertreibung der Sozinianer auf dem Lande; sie war aber nicht bereit, auch weiterhin ihre Standesbürger zu verfolgen.
Den Calvinisten, Lutheranern, Orthodoxen, Täufern (wie den Mennoniten), Armeniern und Moslems gelang es, sofern sie dem Bürgertum oder Adelsstand angehörten, im Verlauf des 17. Jahrhunderts, ihre vollen Rechte inklusive politischer Gleichstellung unversehrt zu erhalten.

### Zeitalter der Aufklärung

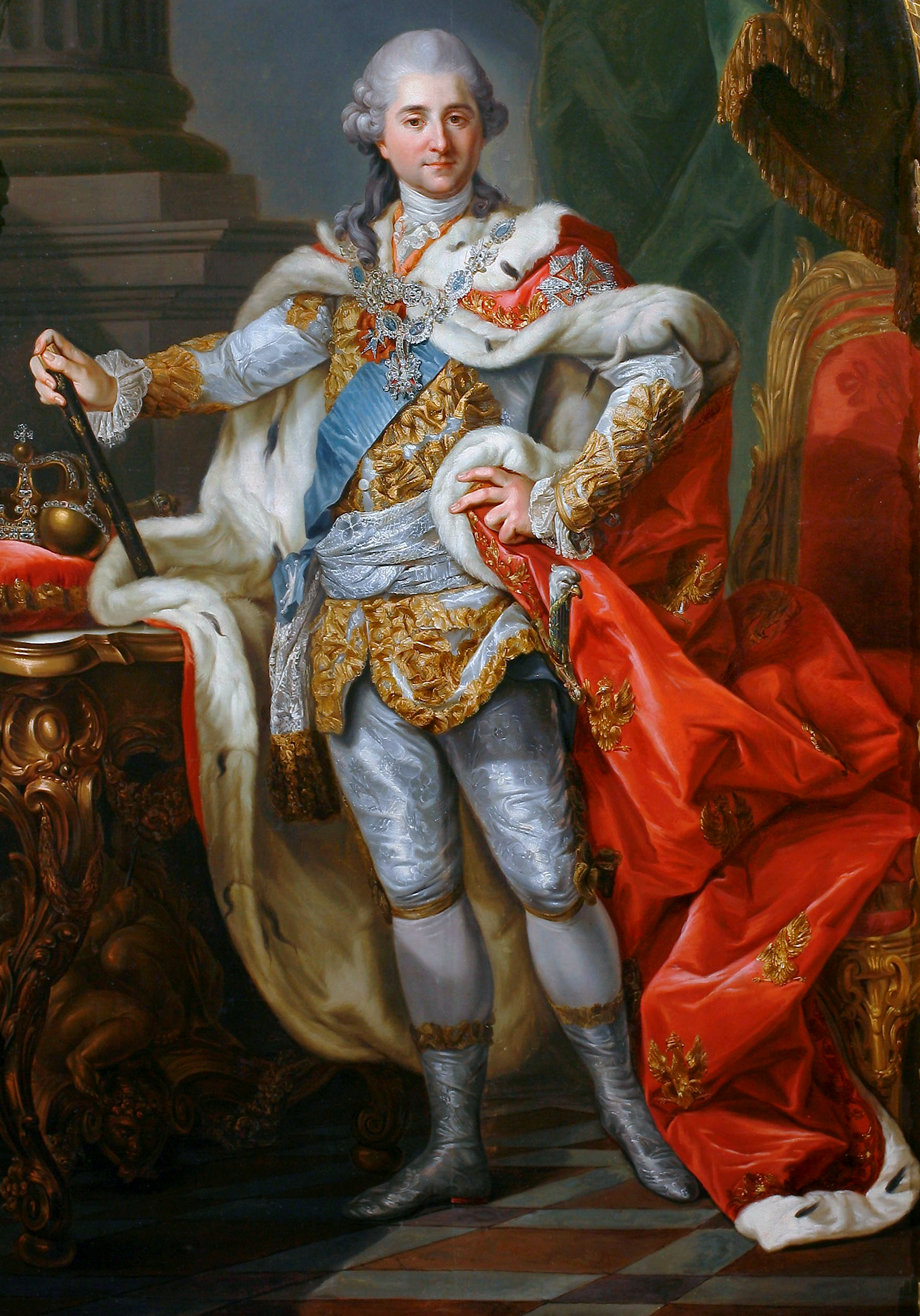
Stanislaus August Poniatowski als König von Polen und Großfürst von Litauen, der letzte Herrscher der I. Republik. Poniatowski, der allgemein als eine der bedeutendsten Persönlichkeiten der europäischen Aufklärung gilt, gewährte unter seiner Herrschaft in den Jahren 1764–1795 den nichtkatholischen „Dissidenten“ in Polen-Litauen die volle politische Gleichstellung zurück.

Während und nach dem Dritten Nordischen Krieg (1700–1721), der ähnlich dem Zweiten Nordischen Krieg weite Teile des polnisch-litauischen Staates durch fremde nichtkatholische Mächte neben Verwüstungen und Entvölkerungen in der überlebenden Bevölkerung auch Kriegstraumata hinterlassen hatte, kam es dann erneut vermehrt zu Akten der Intoleranz gegen Nichtkatholiken, wie dem sogenannten „Thorner Blutgericht“ 1724. Die langfristige negative Wirkung der preußischen Propaganda auf die Polenvorstellung der europäischen Aufklärung ist kaum zu überschätzen. So prangerte Voltaire mit Hinweis auf die Thorner Ereignisse noch Jahrzehnte später die Intoleranz der Polen an. Er pries die russische Armee als Träger der „Zivilisierung Polens“ an und legitimierte die Erste Teilung Polens als einen „Akt der Toleranzverbreitung“.
Als sich die Zahl der (nicht-antitrinitarischen) Protestanten in Polen insgesamt beträchtlich vermindert hatte, wurden die Dissidenten in den Jahren 1717 und 1718 ihrer politischen Gleichstellung im Reichstag beraubt.
Die vollständige politische Gleichstellung der Protestanten mit den Katholiken wurde erst während der Herrschaft (1764–1795) des Königs Stanislaus August Poniatowski, der unter seinen Vorfahren auch Antitrinitarier hatte, ein Kernthema seiner Reformen. Erste Ansätze einer liberalen Religionspolitik gegenüber den Dissidenten wurden während des „Pazifikationssejms“ von 1736 zur Zeit des Polnischen Thronfolgekrieges (1733–1738) „zum Wohle des gemeinsamen Vaterlandes“ in Angriff genommen. Den Dissidenten wurden seitens der katholischen Stände Frieden und die Sicherheit des Besitzes sowie Gleichheit der persönlichen Rechte zugestanden; ihnen wurde aber verboten, Versammlungen zu halten und fremde Mächte in ihrer Sache um Beistand und Intervention in Polen aufzufordern. Im Zuge dieser Liberalität wanderten im Verlauf des 18. Jahrhunderts bis zu 30.000 deutsche Siedler, weit überwiegend Protestanten, in die von Kriegen und Epidemien entvölkerte Region Großpolen ein. Eine grundlegende Änderung in den kirchlichen Verhältnissen einerseits und politischer Teilhabe andererseits zugunsten der Protestanten brachte die Aufklärung, die sich auch in den hohen katholischen Kreisen der I. Rzeczpospolita rasch verbreitete. Dank ihrer erhielten die polnischen Dissidenten 1768 und 1775 ihre politische Gleichstellung zurück, sowie die erneute Bestätigung ihrer Bürgerrechte und Religionsfreiheit. Die Verfassung vom 3. Mai 1791, die als die erste moderne Verfassung Europas im Sinne der Aufklärung gilt, als zweite in der Welt überhaupt nach der Verfassung der Vereinigten Staaten, hob jedwede Restriktion hinsichtlich der politischen Gleichstellung der Dissidenten, bis auf das Königsamt, auf.
Im Zeitalter des Königs Stanislaus August Poniatowski erwachte der Protestantismus, besonders das Luthertum, zu neuem Leben.

## Welterbe
Die Artikel der Warschauer Konföderation wurden 2003 in das Weltdokumentenerbe der UNESCO aufgenommen.